# کیوب کوو (آلاسکا)
کیوب کوو (به انگلیسی: Cube Cove) یک منطقهٔ مسکونی در ایالات متحده آمریکا است که در Hoonah–Angoon Census Area واقع شده‌است. کیوب کوو ۳۰٫۳ کیلومتر مربع مساحت و ۷۲ نفر جمعیت دارد و ۱۵۱ متر بالاتر از سطح دریا واقع شده‌است.